# St. Bernhard und St. Nikolaus

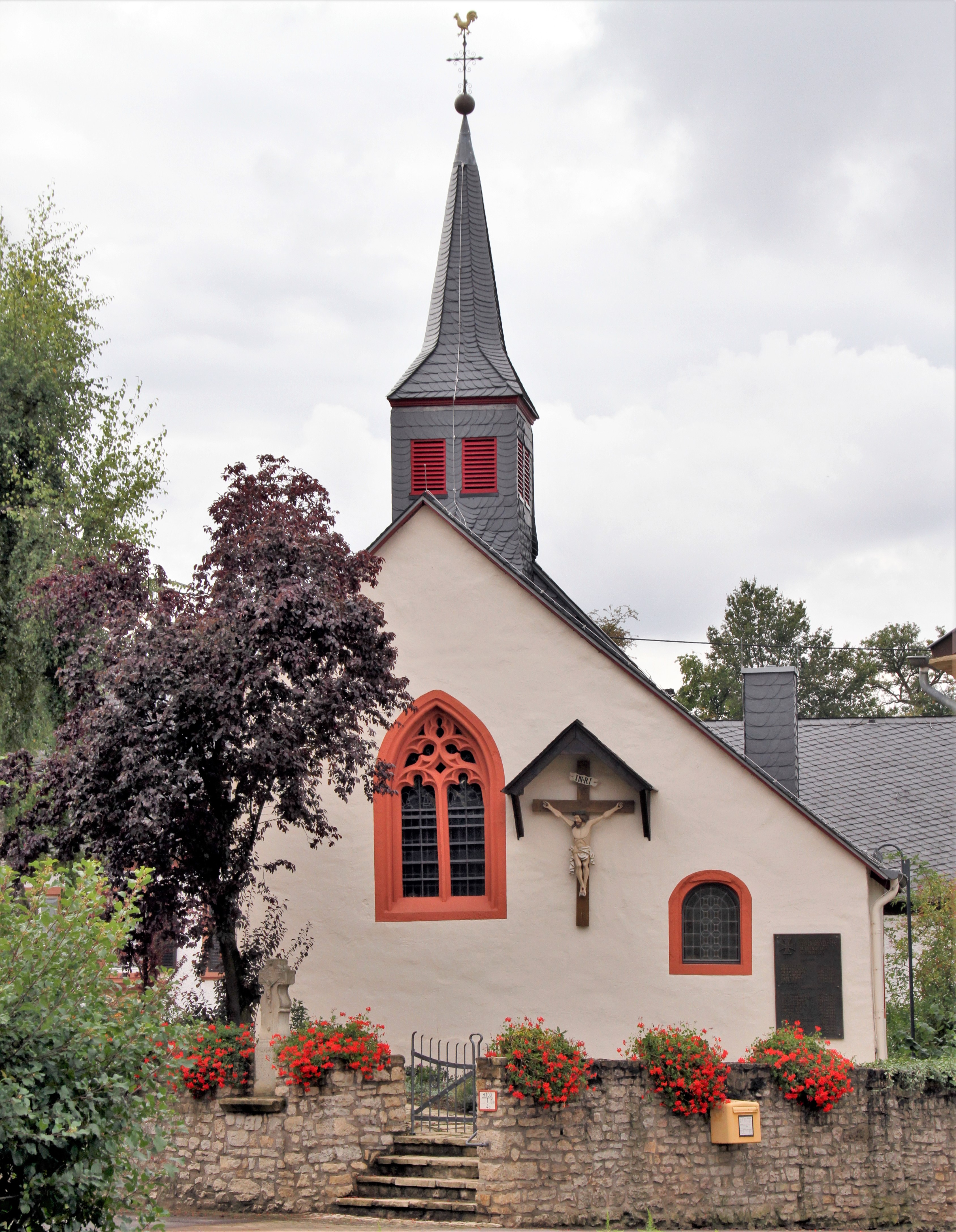
Kapelle St. Bernhard und St. Nikolaus

Die Kapelle St. Bernhard und St. Nikolaus (auch Bernhardkapelle) ist eine kleine römisch-katholische Filialkirche im Ortsteil Wochern der saarländischen Gemeinde Perl. Sie steht als Einzeldenkmal unter Denkmalschutz.

## Geschichte
Die Ursprünge der  Kapelle St. Nikolaus und St. Bernhard reicht bis in das 15. Jahrhundert zurück. Aus dieser Zeit stammt der Chor. 1569 wurde das kleine Gotteshaus erstmals urkundlich in einem Visitationsbericht erwähnt. Im Jahr 1789 baute man das heutige Schiff und die Sakristei und brach anschließend den Chorbogen durch. 1816 erfolgte ein weiterer Umbau und die Kirche bekam ihren Dachreiter. 1993 bis 1996 wurde die Kapelle außen und innen umfassend saniert und restauriert.

## Architektur
Der kleine Saalbau mit Rechteckchor wird von einem steilen und tief gezogenen Dach gedeckt auf dem ein geschieferter Dachreiter mit hoher Spitzhaube thront. In der Ostwand des Chores befindet sich ein zweiteiliges gotisches Maßwerkfenster. Das Kreuzrippengewölbe wird von schmalen Diensten ohne Kapitelle getragen. Im Schlussstein ist die Hand Gottes zu erkennen. 

## Ausstattung

### Altar
Der steinerne Altar wurde im neugotischen Stil geschaffen. 

### Figuren
Die Figuren des hl. Sebastian und des hl. Nikolaus an der Chorwand stammen aus spätgotischer Zeit und wurden 1996 restauriert. Außerdem stehen in der Kirche die Holzfiguren der Muttergottes mit Kind und des hl. Bernhard aus dem 18. Jahrhundert. Außen an der Stirnseite des Chores neben dem Spitzbogenfenster befindet sich unter einem kleinen Schutzdach ein Kruzifix mit Korpus aus dem 18. Jahrhundert.

### Fenster
Die drei Rundbogenfenster im Kirchenschiff zeigen Abbildungen der hl. Elisabeth, der Heiligen Familie und des hl. Donatus.